# Нідерербах
Нідерербах (нім. Niedererbach) — громада в Німеччині, розташована в землі Рейнланд-Пфальц. Входить до складу району Вестервальд. Складова частина об'єднання громад Монтабаур.
Площа — 4,43 км2. Населення становить 1013 ос. (станом на 31 грудня 2020).

## Галерея

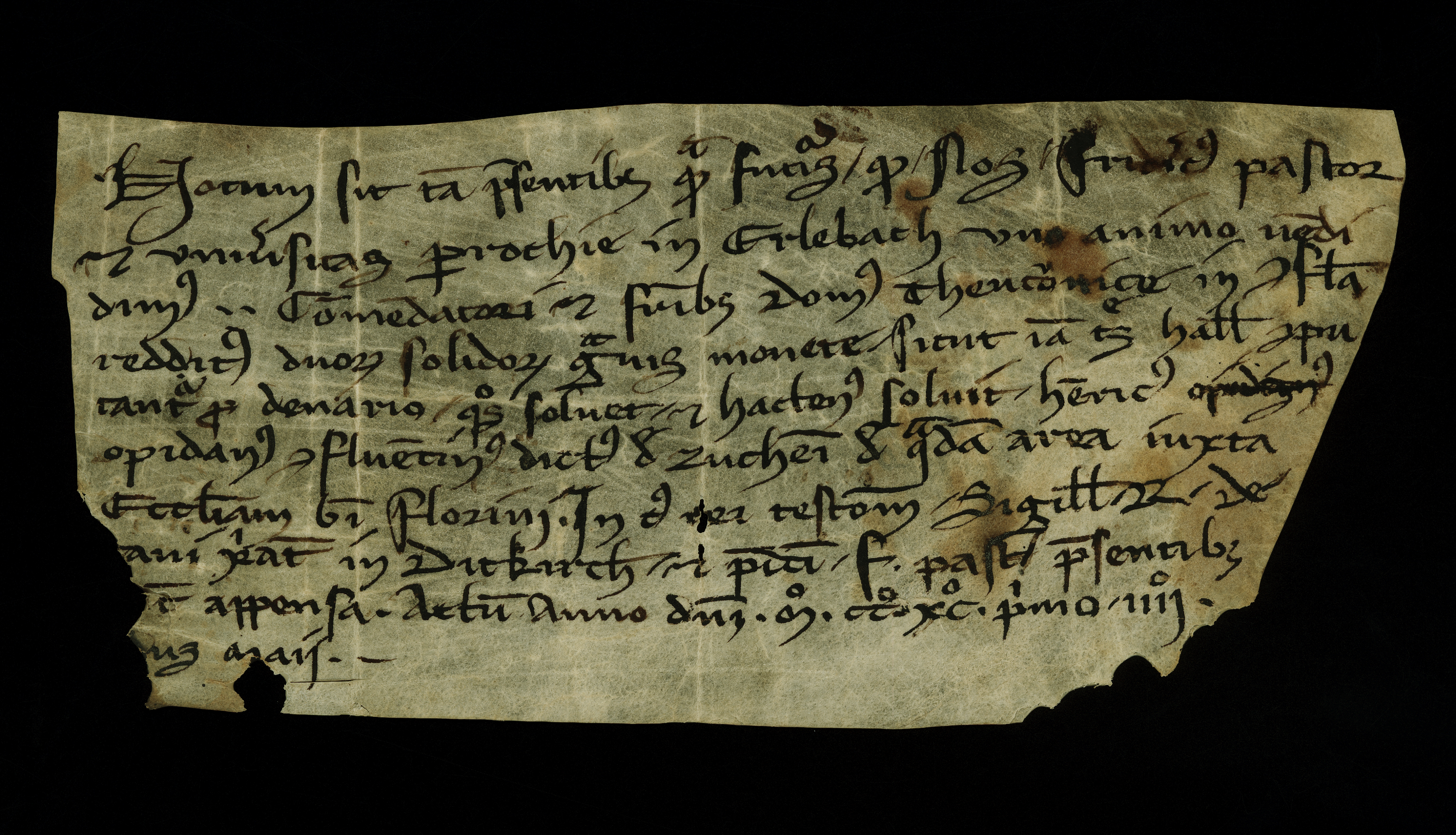
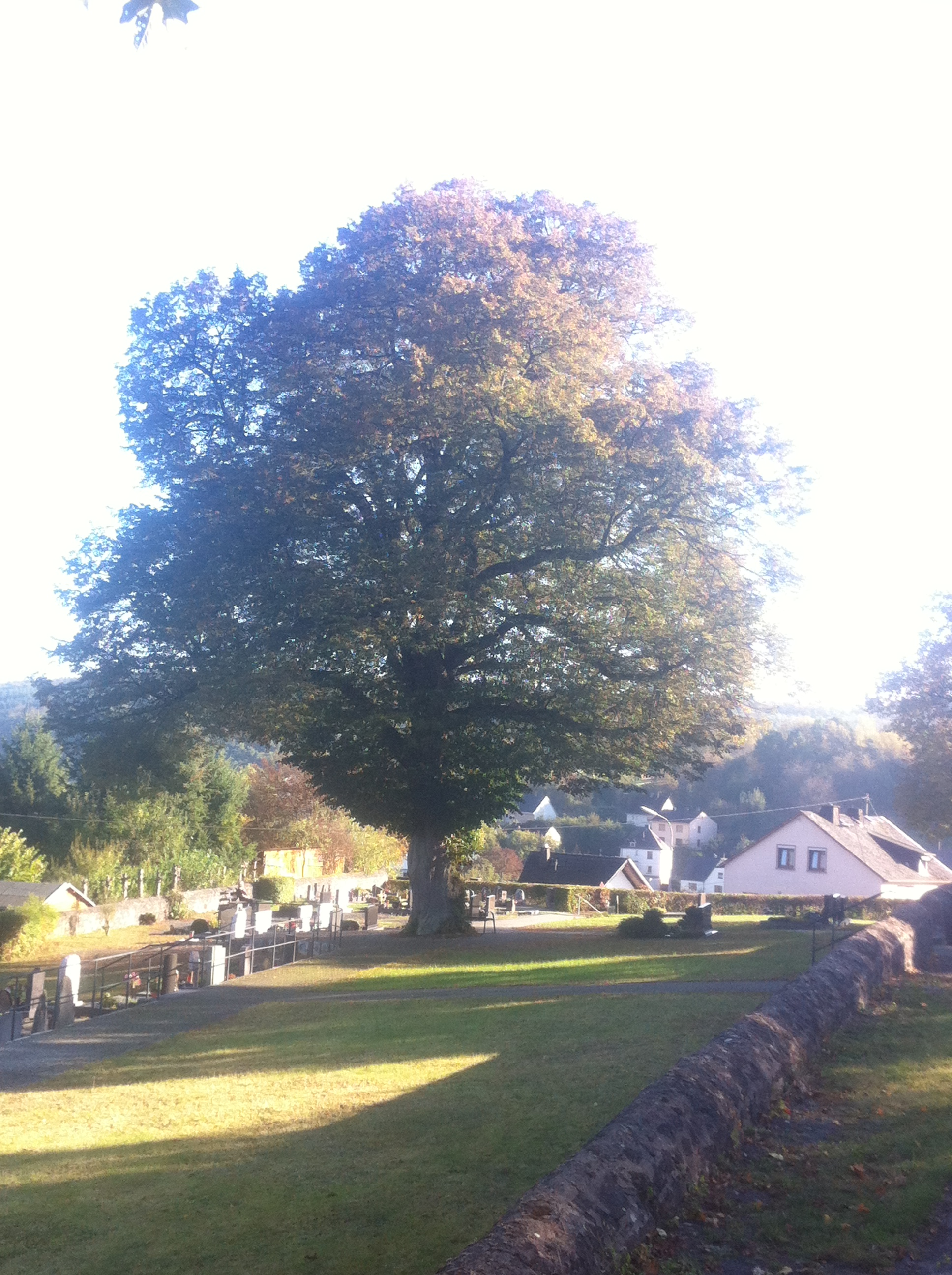
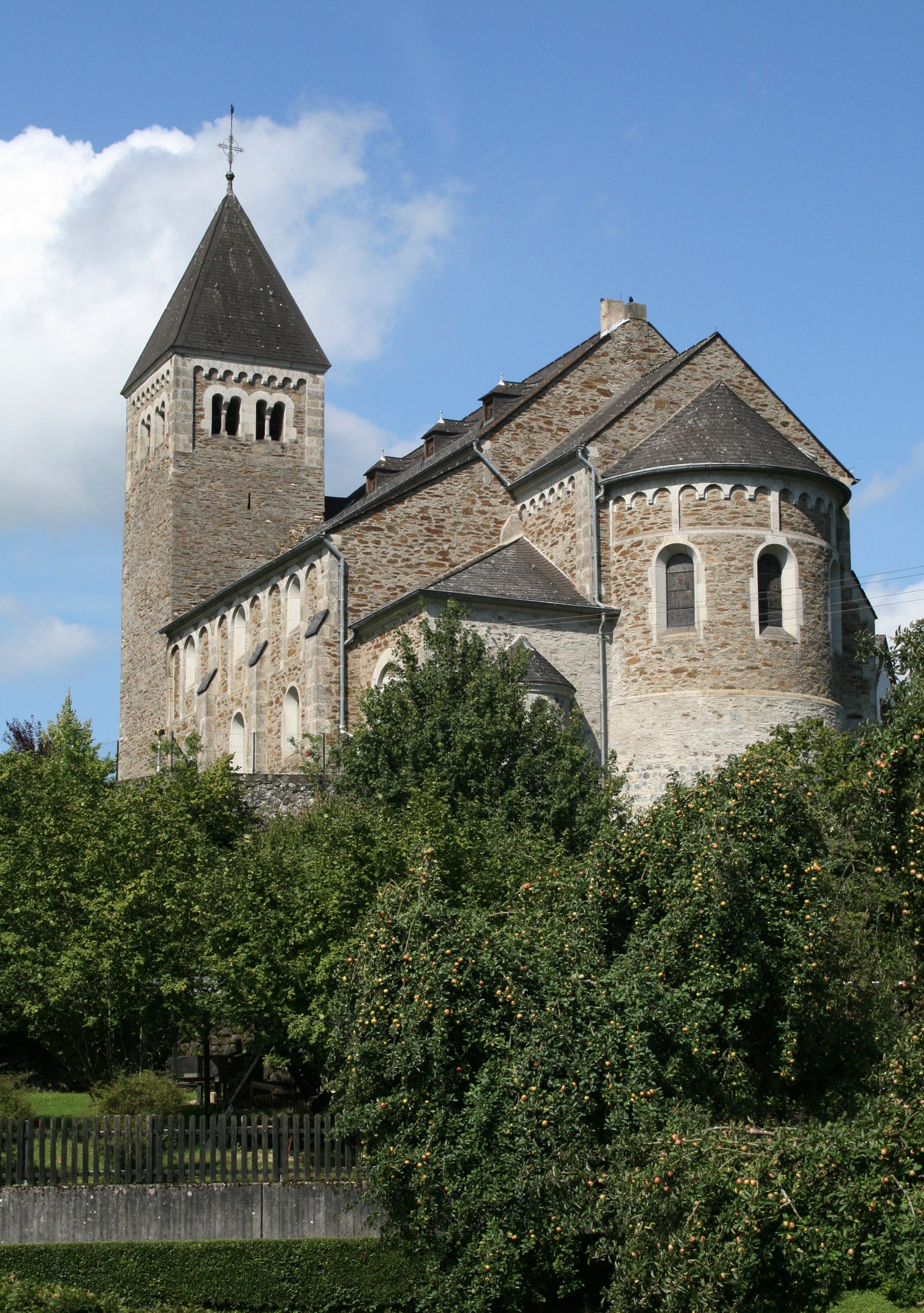
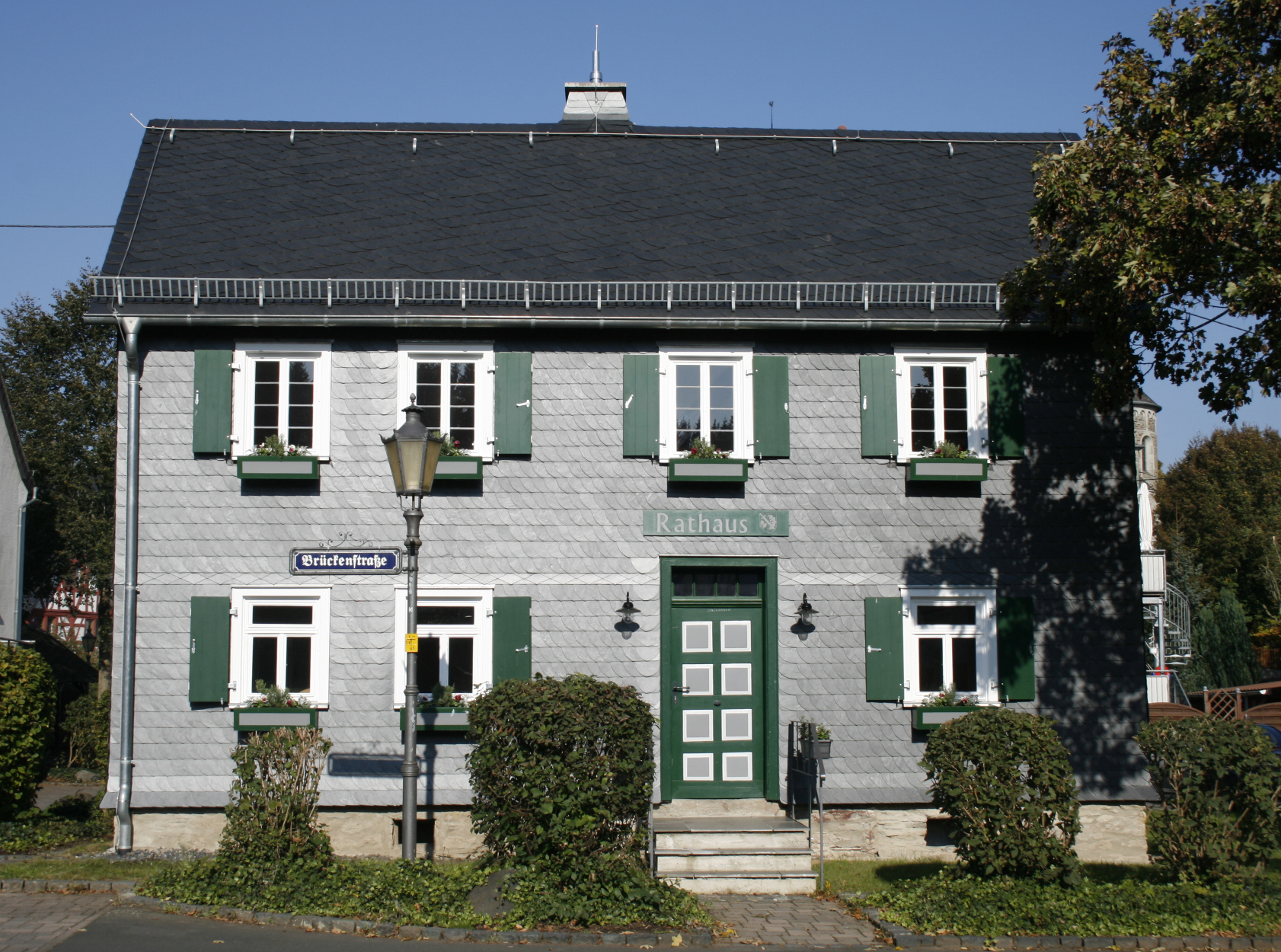